# Rancho Viejo, San Marcos
Rancho Viejo är en ort i Mexiko.   Den ligger i kommunen San Marcos och delstaten Guerrero, i den södra delen av landet, 290 km söder om huvudstaden Mexico City. Rancho Viejo ligger 378 meter över havet och antalet invånare är 1 119.
Terrängen runt Rancho Viejo är kuperad. Runt Rancho Viejo är det ganska glesbefolkat, med 34 invånare per kvadratkilometer. Närmaste större samhälle är San Marcos, 13,0 km sydväst om Rancho Viejo. Omgivningarna runt Rancho Viejo är en mosaik av jordbruksmark och naturlig växtlighet.